# Sead Hakšabanović
Sead Hakšabanović (Montenegrijns: Сеад Хакшабановић) (Hyltebruk, 4 mei 1999) is een Montenegrijns-Zweeds voetballer die doorgaans als middenvelder speelt. Hij tekende in mei 2021 een contract tot medio 2026 bij Roebin Kazan, dat circa €6.500.000,- voor hem betaalde aan IFK Norrköping. Hakšabanović speelde voor verschillende Zweedse nationale jeugdselecties, maar debuteerde in 2017 in het Montenegrijns voetbalelftal.

## Clubcarrière

### Halmstads BK
Hakšabanović is een product van de jeugdopleiding van Halmstads BK. Hij maakte op 21 februari 2015 zijn debuut in de Svenska Cupen tegen Västerås SK. Hij kwam na 64 minuten het veld in. Met zijn 15-jarige leeftijd werd hij de jongste voetballer die debuteerde voor Halmstads en de op een na jongste in de Allsvenskan na Nicklas Bärkroth.
In augustus 2015 was hij een week op stage bij Manchester United. Hij heeft ook stage gelopen bij Liverpool, Chelsea, Aston Villa en Manchester City. Aan het einde van het seizoen degradeerde Halmstads naar de Superretan. Hakšabanović scoorde het volgende seizoen 8 doelpunten in 30 wedstrijden en promoveerde met zijn club terug naar het hoogste niveau. In het seizoen 2017 kwam hij tot 18 competitiewedstrijden.

### West Ham United
In augustus 2017 tekende Hakšabanović een vijfjarig contract bij West Ham United, dat circa £2.700.000,- (€3.000.000,-) voor hem betaalde. Hij maakte zijn debuut voor West Ham op 19 september, toen hij ruim een half uur meespeelde in een 3-0 overwinning op Bolton Wanderers in de EFL Cup. Begin 2018 speelde hij ook nog een wedstrijd mee als invaller in de FA Cup tegen Wigan Athletic.
West Ham United verhuurde de middenvelder aan achtereenvolgens Málaga CF en IFK Norrköping. Die laatste club nam hem vervolgens definitief over.

### IFK Norrköping
In juni 2020 nam IFK Norrköping Hakšabanović definitief over. In zijn tijd bij Norrköping was hij een van de dragende spelers in de Allsvenskan en kwam hij tot 7 goals en 16 assist in 36 duels.

### Roebin Kazan
Op 27 mei 2021 verhuisde Hakšabanović naar de Russische club Roebin Kazan, in een transfer die IFK Norrköping beschreef als hun grootste verkoop ooit. Hij tekende een vijfjarig contract bij hen en kreeg rugnummer 99 toegewezen.

## Clubstatistieken
| Seizoen | Club             | Competitie         | Wed. | Doelp. |
| ------- | ---------------- | ------------------ | ---- | ------ |
| 2015    | Halmstads BK     | Allsvenskan        | 10   | 0      |
| 2016    | Halmstads BK     | Superettan         | 30   | 8      |
| 2017    | Halmstads BK     | Allsvenskan        | 18   | 4      |
| 2017/18 | West Ham United  | Premier League     | 0    | 0      |
| 2018/19 | → Málaga CF      | Segunda División A | 2    | 0      |
| 2019    | → IFK Norrköping | Allsvenskan        | 29   | 6      |
| 2020    | IFK Norrköping   | Allsvenskan        | 29   | 7      |
| 2021    | IFK Norrköping   | Allsvenskan        | 7    | 0      |
| Totaal  | Totaal           | Totaal             | 125  | 25     |

## Interlandcarrière
Hakšabanović is geboren in Zweden maar zijn familie is Montenegrijns, waardoor hij voor beide landen in aanmerking kwam.
Hakšabanović maakte in september 2015 zijn debuut in het Zweeds voetbalelftal onder 17, waarmee hij deelnam aan het EK 2015. In 2017 debuteerde hij in het Montenegrijns voetbalelftal. Later kwam hij nog uit voor Zweden onder 18 en Zweden onder 19.
Hakšabanović debuteerde op 10 juni 2017 onder bondscoach Ljubiša Tumbaković in het Montenegrijns voetbalelftal in een met 4-1 gewonnen WK-kwalificatiewedstrijd tegen Armenië.